# Serra de Tramuntana

Gemeenten in de Serra de Tramuntana, Mallorca

De Serra de Tramuntana (Spaans: Sierra de Tramontana) is een bergketen langs de noordwestkust van het Spaanse eiland Mallorca van Andratx tot Kaap Formentor. Het is ook de naam van de comarca (provincie) van hetzelfde gebied. Op 27 juni 2011 kreeg de Serra de Tramuntana de World Heritage Status van UNESCO, als gebied met een grote landschappelijke en culturele betekenis.

## Geografie
De hoogste berg van de Serra de Tramuntana is de Puig Major, die met zijn 1445 meter hoge top tevens het hoogste punt is van Mallorca. Het klimaat in de Serra de Tramuntana is beduidend natter dan de rest van het eiland. De jaarlijks neerslag beloopt circa 1500 mm per jaar, terwijl in sommige andere delen van het eiland minder dan 400 mm valt. Ook is het hier koeler vanwege de hoogte en zijn een paar dagen sneeuw niet ongewoon in de winter. De Serra de Na Burguesa is het meest zuidelijke deel van de bergketen.
De bergtoppen van de Serra de Tramuntana boven de 1000 meter zijn:
- Puig Major (1445 m)
- Puig de Massanella (1364 m)
- Puig Tomir (1102 m)
- Puig de l'Ofre (1090 m)
- Serra d'Alfàbia (1069 m)
- Puig des Teix (1064 m)
- Tossals Verds (1028 m)
- Puig de Galatzó (1025 m)
- Cornadors (1014 m)
- Puig Roig (1003 m)

## Bescherming
In juni 2011 werd de gehele bergketen aangewezen als een natuurerfgoed en opgenomen op de Werelderfgoedlijst van UNESCO. De inleidende verklaring van UNESCO luidt als volgt:
The Cultural Landscape of the Serra de Tramuntana located on a sheer-sided mountain range parallel to the north-western coast of the island of Mallorca. Millennia of agriculture in an environment with scarce resources has transformed the terrain and displays an articulated network of devices for the management of water revolving around farming units of feudal origins. The landscape is marked by agricultural terraces and inter-connected water works - including water mills - as well as dry stone constructions and farms.

## Gemeenten in de regio
| Gemeente    | Inwoners | Oppervlakte | Inw/km² |
| ----------- | -------- | ----------- | ------- |
| Andratx     | 11.348   | 81,45 km²   | 139,3   |
| Banyalbufar | 627      | 18,05 km²   | 34,7    |
| Bunyola     | 5.910    | 84,63 km²   | 69,8    |
| Calvià      | 50.777   | 144,97 km²  | 350,3   |
| Deià        | 754      | 15,12 km²   | 49,9    |
| Escorca     | 276      | 139,33 km²  | 2,0     |
| Esporles    | 4.696    | 35,27 km²   | 133,1   |
| Estellencs  | 388      | 13,39 km²   | 29,0    |
| Fornalutx   | 732      | 19,49 km²   | 37,6    |
| Pollença    | 16.997   | 151,44 km²  | 116,4   |
| Puigpunyent | 1.763    | 42,28 km²   | 41,7    |
| Sóller      | 13.625   | 42,75 km²   | 318,7   |
| Valldemossa | 1.977    | 42,84 km²   | 46,2    |

Inwoners per 1 januari 2008

## Afbeeldingen

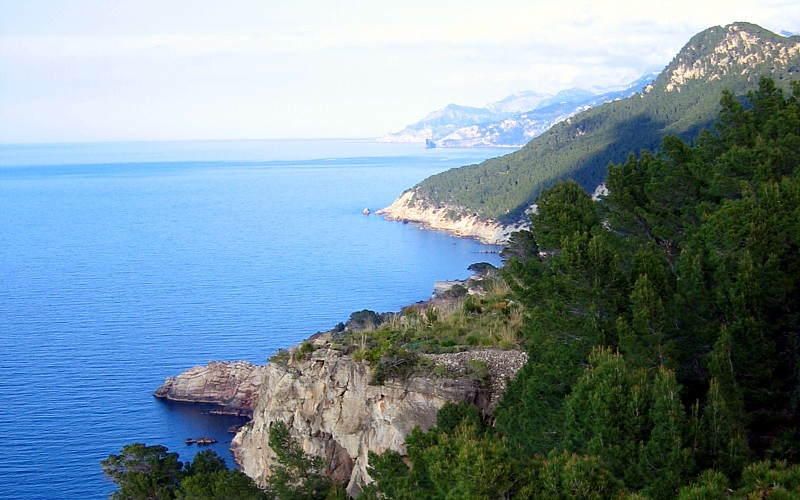
Kust bij de Serra de Tramuntana
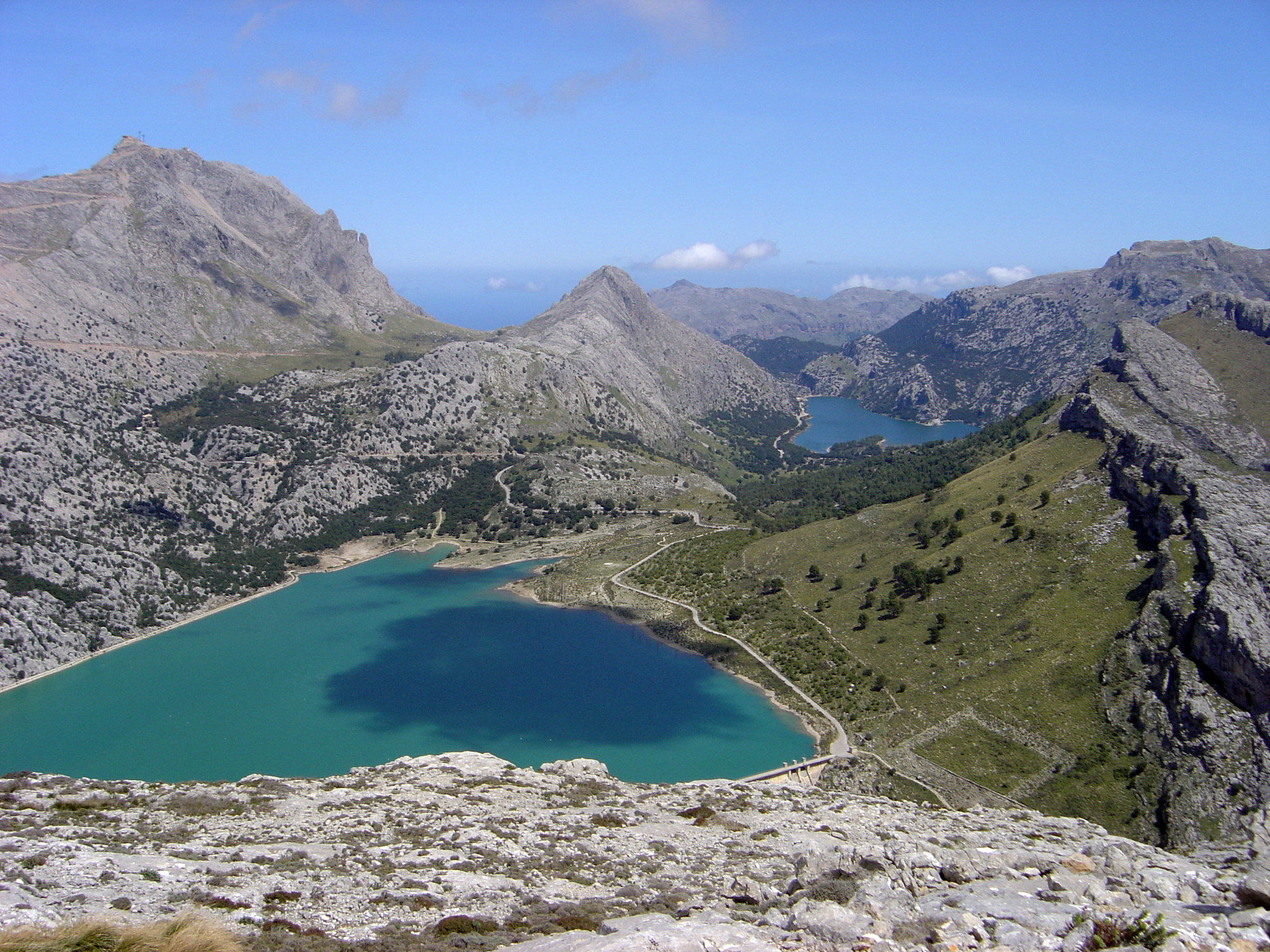
De stuwmeertjes Cúber en Gorg Blau
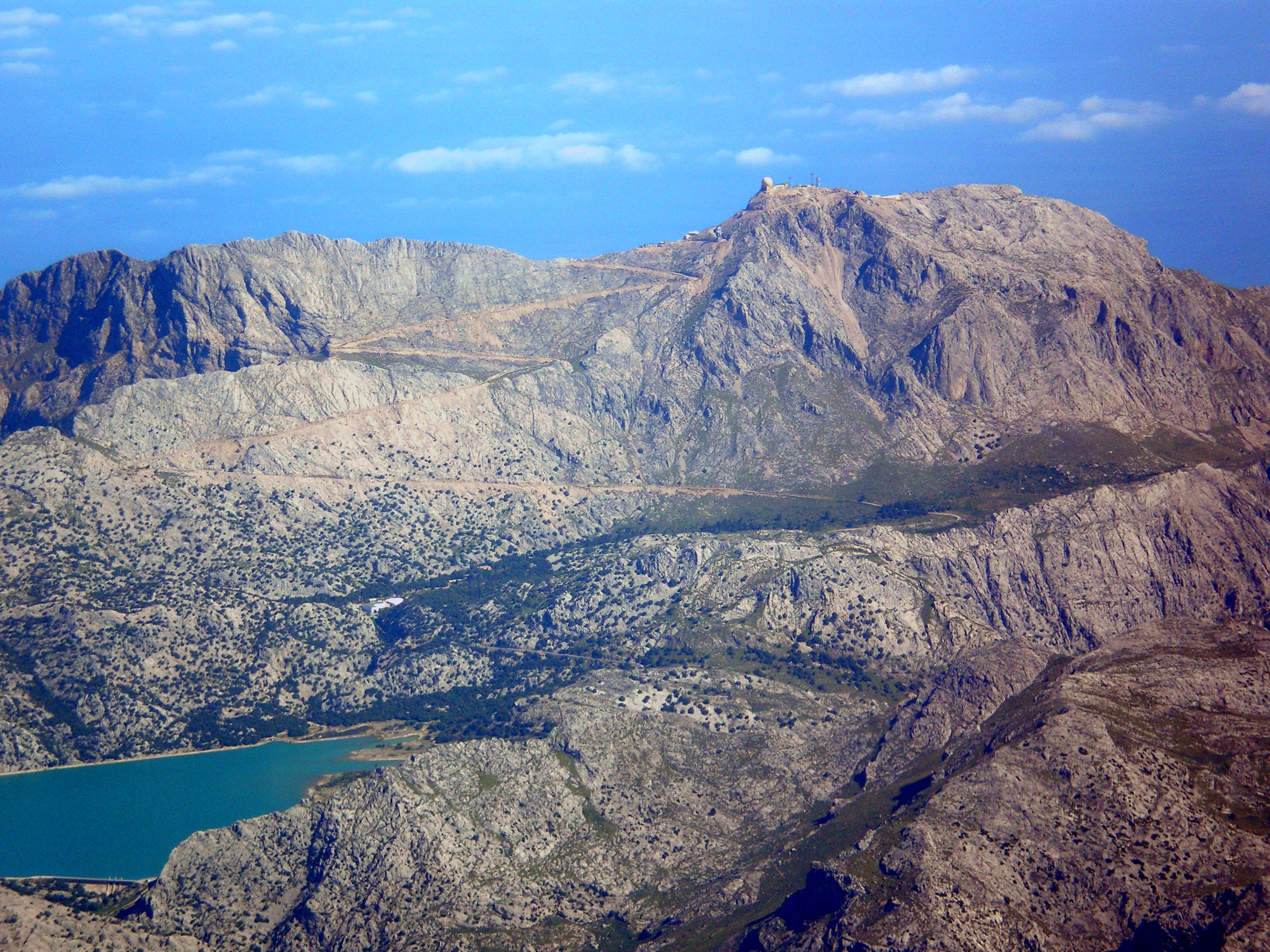
Puig Major
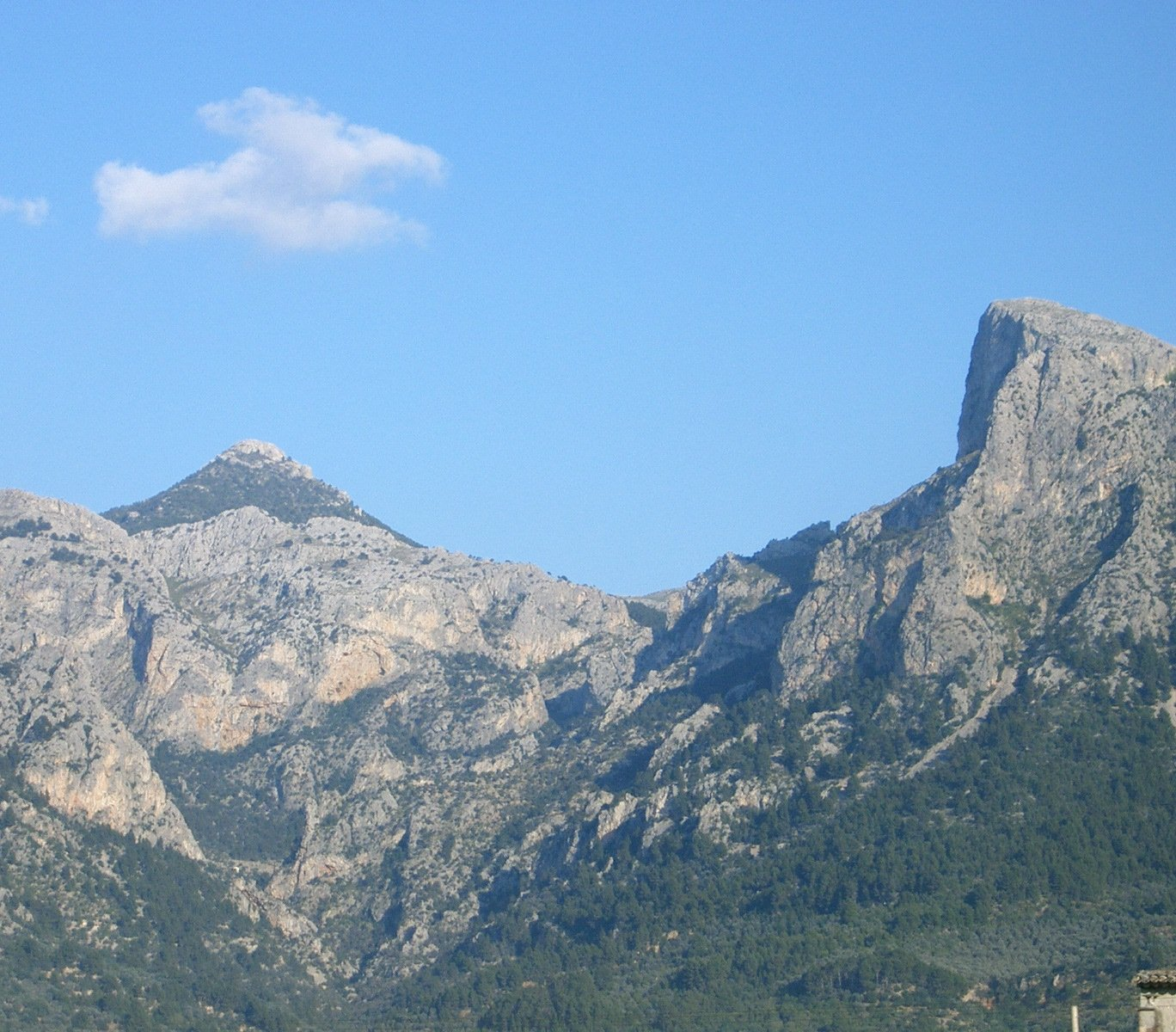
Puig de l'Ofre
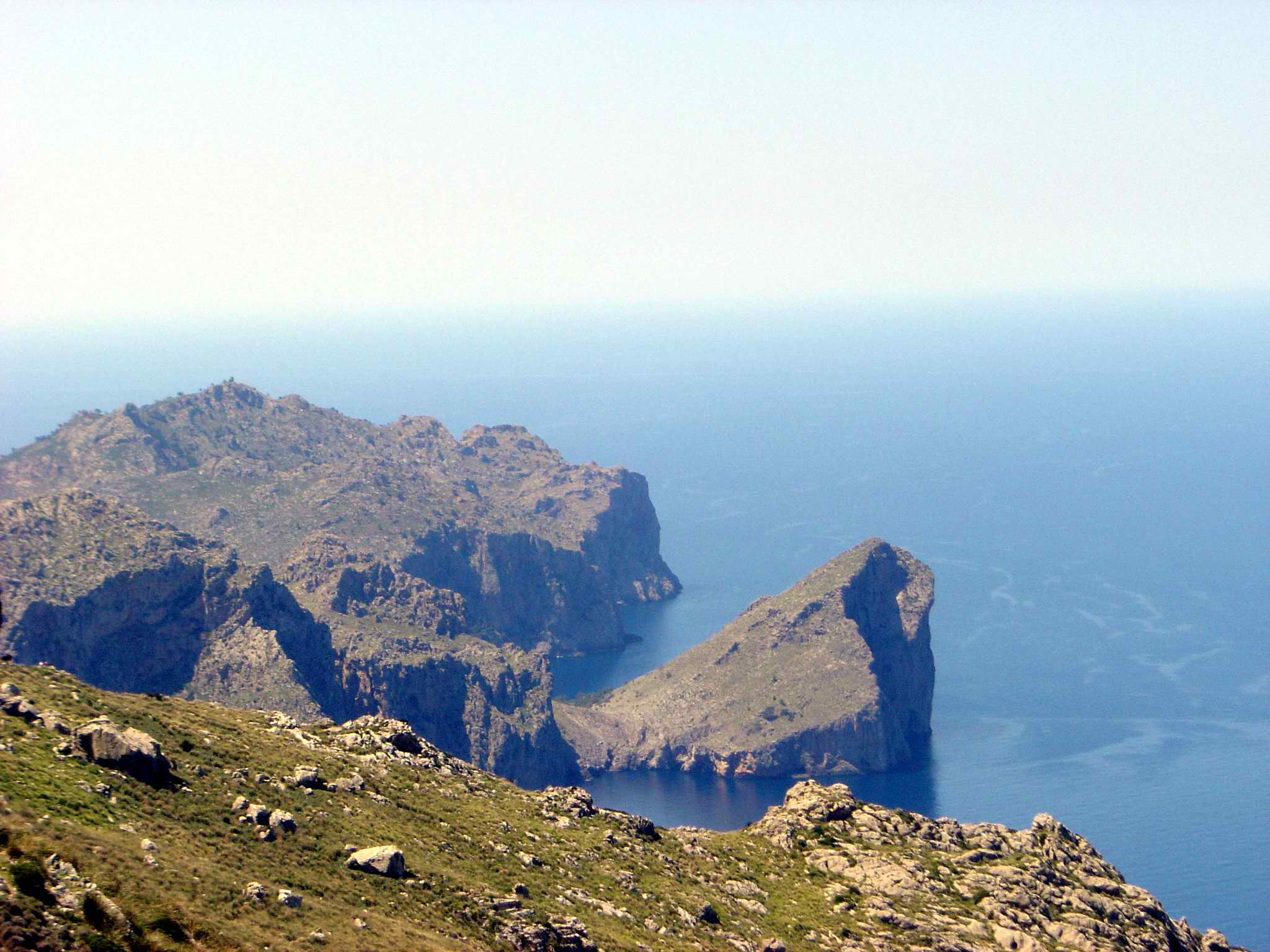
Morro de sa Vaca
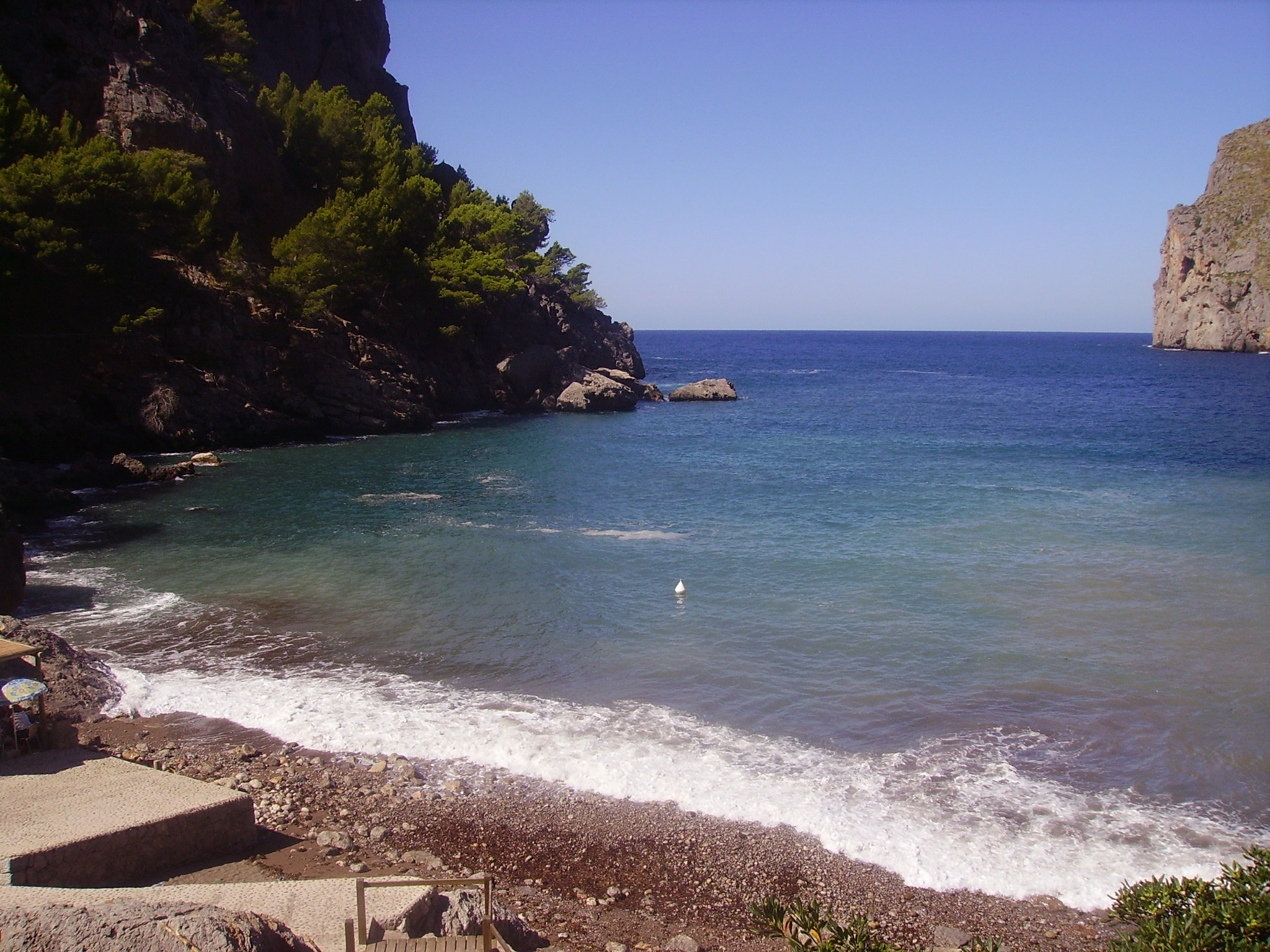
Sa Calobra

- Virtual International Authority File: 249398345

Alhambra, Generalife en Albaicín, Granada ·
Kathedraal van Burgos ·
Historisch centrum van Córdoba ·
Klooster en plaats van het Escorial, Madrid ·
Werken van Gaudí ·
Grot van Altamira en de paleolithische grotkunst van Noord-Spanje ·
Monumenten van Oviedo en het koninkrijk Asturië ·
Oude stad Ávila met de Kerken-buiten-de-Muren ·
Oude stad Segovia en aquaduct ·
Santiago de Compostella (oude stad) ·
Nationaal park Garajonay ·
Historische stad Toledo ·
Mudéjararchitectuur van Aragón ·
Oude stad Cáceres ·
Kathedraal, Alcázar en Archivo General de Indias in Sevilla ·
Oude stad Salamanca ·
Klooster van Poblet ·
Archeologisch ensemble van Mérida ·
Pelgrimsroute naar Santiago de Compostella ·
Koninklijk klooster van Santa Maria de Guadalupe ·
Nationaal park Doñana ·
Historische ommuurde stad Cuenca ·
La Lonja de la Seda van Valencia ·
Las Médulas ·
Palau de la Música Catalana en Hospital de Sant Pau, Barcelona ·
Monte Perdido ·
Kloosters van San Millán Yuso en Suso ·
Prehistorische rotskunst in de Coa Vallei en de Siega Verde ·
Rotskunst van het Middellandse Zeebekken op het Iberisch Schiereiland ·
Universiteit en historische parochie van Alcalá de Henares ·
Ibiza, biodiversiteit en cultuur ·
San Cristóbal de La Laguna ·
Archeologisch ensemble van Tarraco ·
Archeologisch Atapuerca ·
Catalaanse romaanse kerken van de Vall de Boí ·
Palmeral van Elche ·
Romeinse muur van Lugo ·
Cultuurlandschap van Aranjuez ·
Monumentale renaissance-ensembles van Úbeda en Baeza ·
Vizcayabrug ·
Oude en voorhistorische beukenbossen van de Karpaten en andere regio's van Europa ·
Nationaal park El Teide ·
Herculestoren ·
Cultuurlandschap van de Serra de Tramuntana ·
Erfgoed van kwik. Almadén en Idrija ·
Dolmens van Antequera ·
Kalifaatstad Medina Azahara ·
Cultuurlandschap van de Risco Caído en de heilige bergen van Gran Canaria  ·
Paseo del Prado en Parque del Buen Retiro, een landschap van kunst en wetenschap